# Ringel-Querzahnmolch

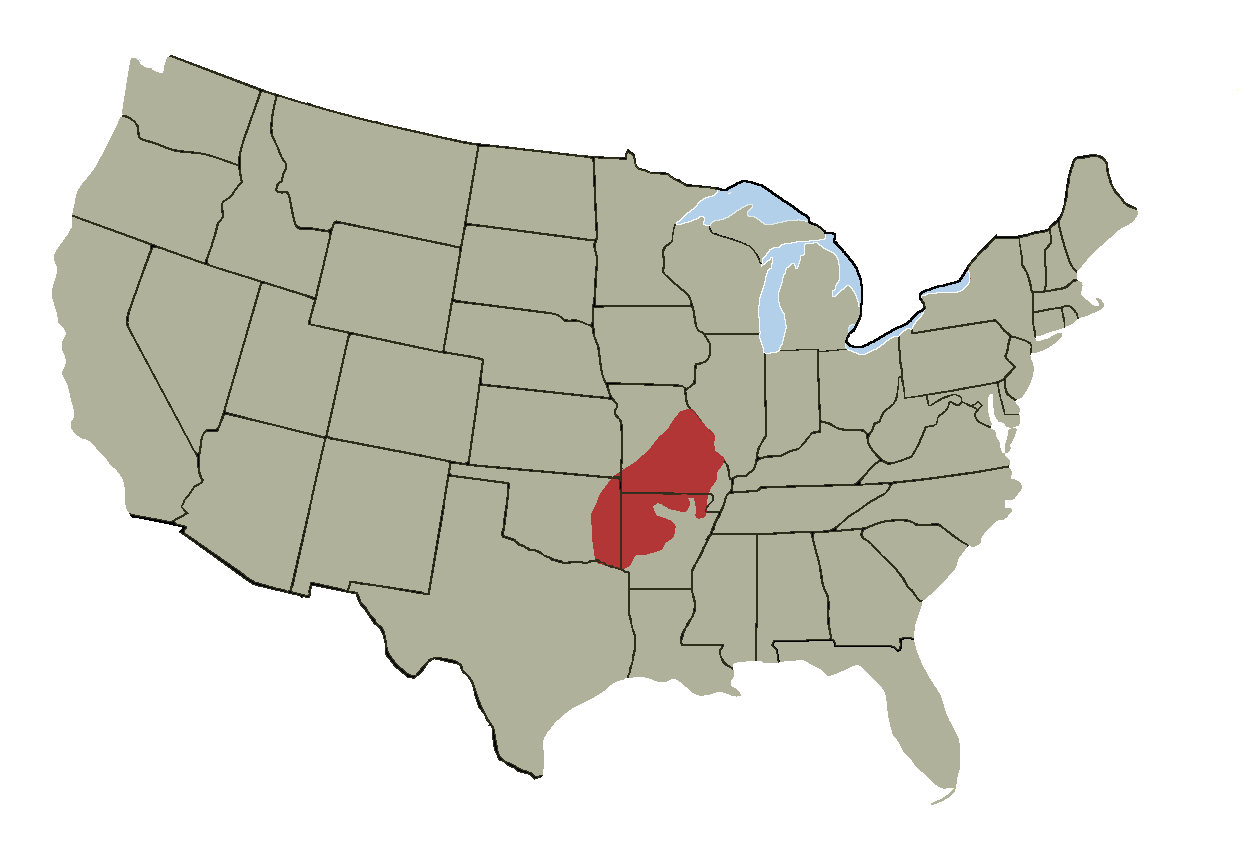
Verbreitungsgebiet des Ringel-Querzahnmolchs

Der Ringel-Querzahnmolch (Ambystoma annulatum) ist eine in Nordamerika vorkommende Schwanzlurchart (Caudata) aus der Überfamilie der Salamanderverwandten (Salamandroidea).

## Merkmale
Der Ringel-Querzahnmolch erreicht eine durchschnittliche Gesamtlänge von 14 bis 18  Zentimetern.  Die maximale Länge kann bis zu 25,5 Zentimeter betragen. Die Lurche haben eine schwarzbraune Farbe, von der sich gelbliche Ringe abheben, die jedoch nicht vollständig geschlossen sind, da die Unterseite einfarbig grauweiß ist. Die Intensität der Ringmarkierungen ist variabel. Der Kopf ist klein, der Schwanz lang. Zwischen den Augen hebt sich ein heller Fleck ab. Das Maul ist rund und schaufelförmig. Die Gaumenzähne sind in Querreihen angeordnet, wobei jede Reihe aus etwa 7 bis 11 kleinen stumpfen Zähnen besteht. Die im Wasser lebenden, mit Kiemen behafteten Larven sind gelbgrün bis gelbgrau gefärbt und zeigen kleine schwarze Punkte, die über den gesamten Körper verteilt sind.

## Ähnliche Arten
Der Marmor-Querzahnmolch (Ambystoma opacum) unterscheidet sich durch mehrere breite silberweiße Ringe bzw. Bänder und den ebenso gefärbten Kopf.

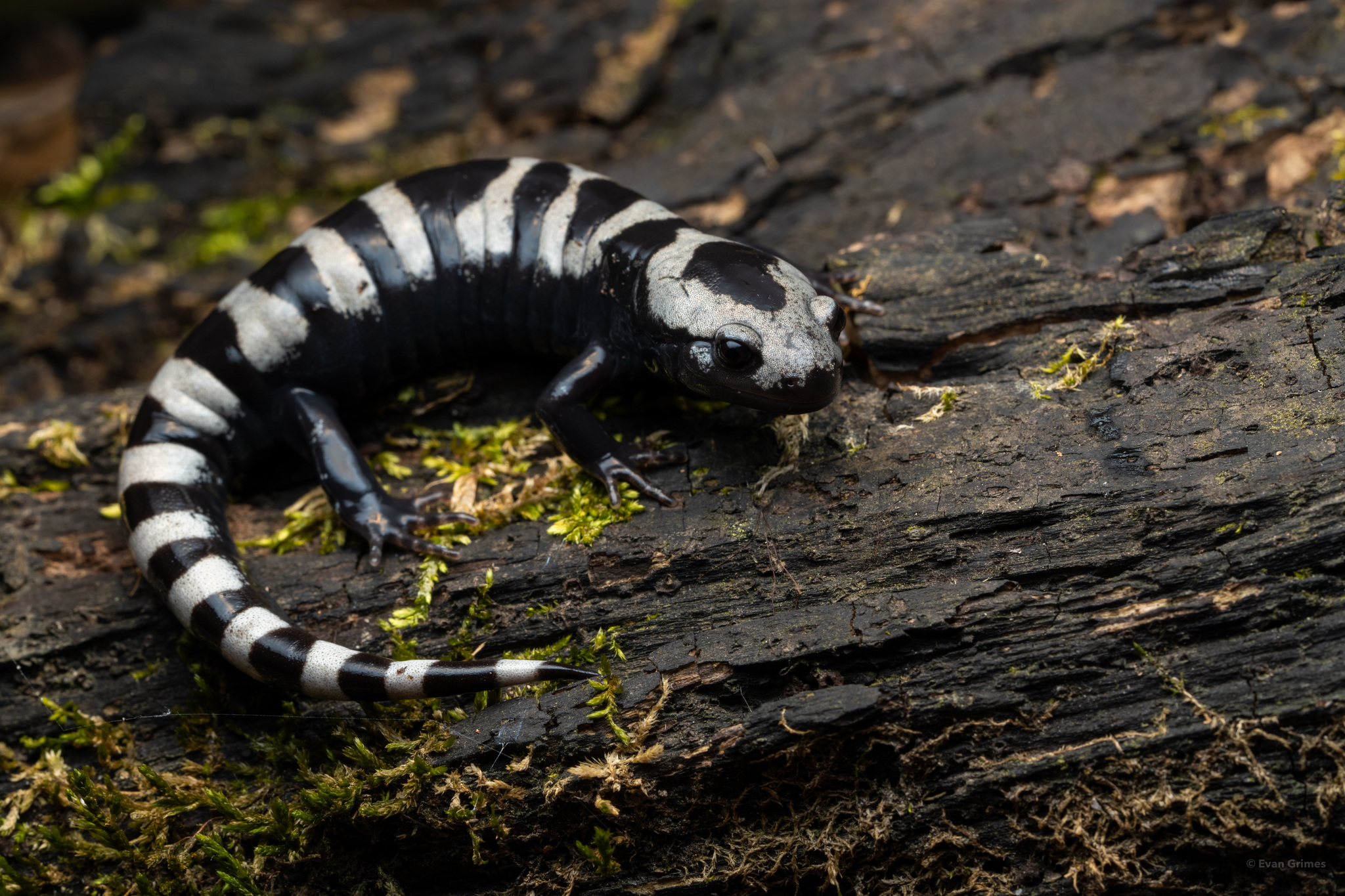
Marmor-Querzahnmolch
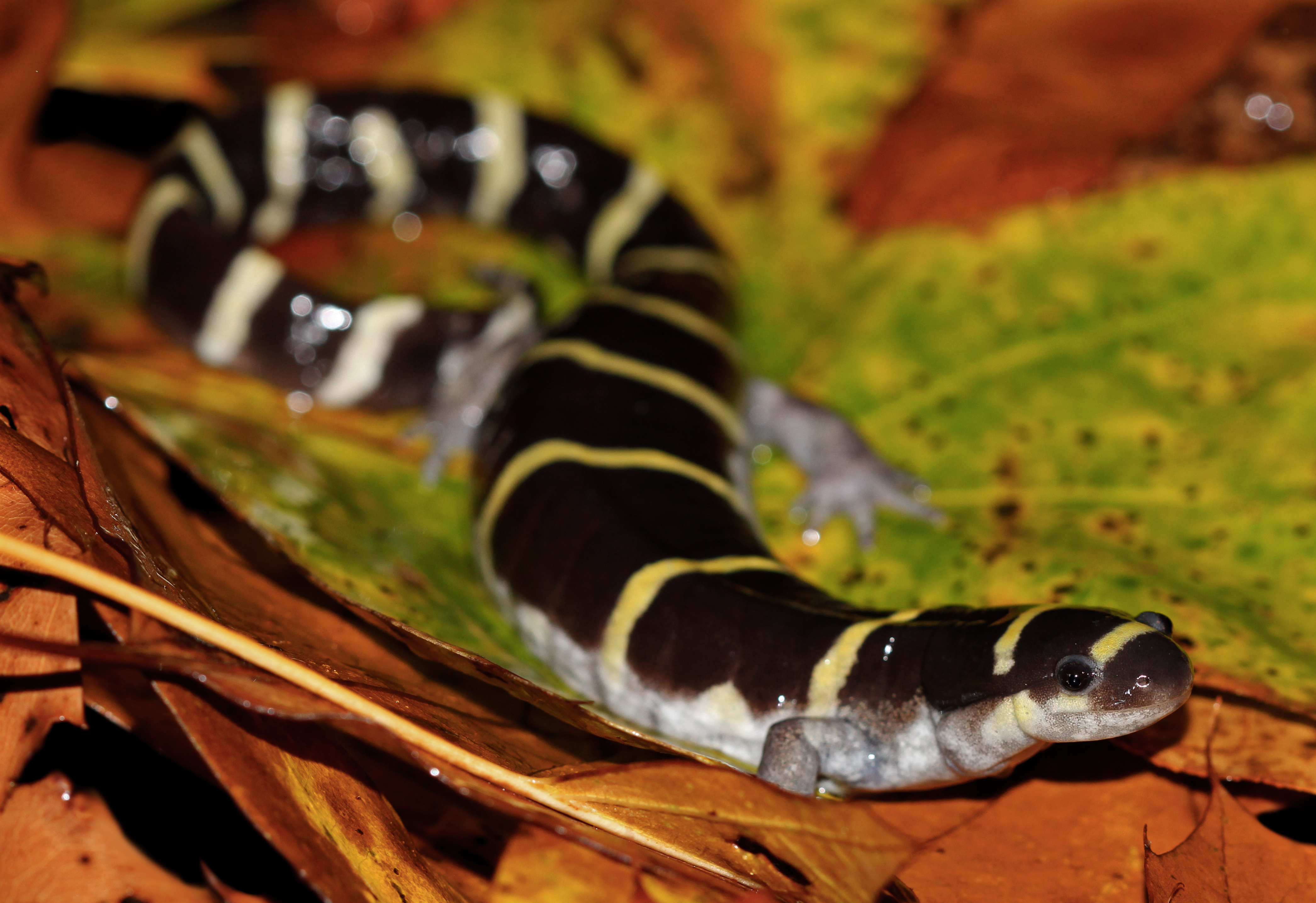
Ringel-Querzahnmolch

## Verbreitung und Lebensraum
Das Verbreitungsgebiet des Ringel-Querzahnmolchs erstreckt sich über das Ozark-Plateau und die Ouachita Mountains bis in den Süden von Missouri und Illinois, den Westen von Arkansas sowie den Osten Oklahomas. Er ist standorttreu und lebt bevorzugt in Hartholz-Mischwäldern. Erwachsene Tiere verstecken sich gern unter Blättern oder verrottenden Baumstämmen sowie in feuchten Erdhöhlen. Die Larven wachsen in kleinen, fischlosen Teichen auf.

## Lebensweise und Entwicklung
Ausgewachsene Individuen leben außerhalb der Brutzeit einzeln. Sie sind während feuchter Witterung aktiv und ernähren sich in erster Linie von verschiedenen Insekten und Würmern. Die Paarung findet schwerpunktmäßig im Oktober statt. Dann treffen sich zuweilen hunderte von Individuen beiderlei Geschlechts in flachen, fischlosen Wasserstellen. Unmittelbar nach der Paarung oder am nächsten Tag beginnt die Eiablage und wird innerhalb von zwei Tagen abgeschlossen. Die Eier, die einen Durchmesser von rund zwei Millimetern haben, werden als Laichballen oder Laichschnüren am Boden des Gewässers abgelegt sowie an verfügbaren Stützmaterialien wie Stöcken, Steinen oder Wasserpflanzen angeheftet. Ein Laichballen enthält 5 bis 40 Eier. Insgesamt produziert ein Weibchen etwa 150 Eier. Nach 9 bis 16 Tagen schlüpfen die Larven, die sich zunächst von Krallenschwänzen und Ruderfußkrebsen ernähren. Mit zunehmender Größe werden zusätzlich u. a. kleine Libellenlarven, Würmer und Schnecken gefressen. Es wurde auch Kannibalismus sowohl in freier Wildbahn als auch im Labor beobachtet. Die aquatisch lebenden Larven vollziehen die Metamorphose zur Lungenatmung überwiegend in den Monaten Februar bis Mai des folgenden Jahres. Bei ungünstigen klimatischen Bedingungen kann sich dieser Zeitpunkt auch in die Monate Juni und Juli verschieben. Zu den Fressfeinden des Ringel-Querzahnmolchs zählen Eulen, Schlangen, Spitzmäuse, Skunks, Waschbären und Opossums.

## Bestand und Gefährdung
Ringel-Querzahnmolche sind in ihren Vorkommensgebieten nicht selten und werden von der Weltnaturschutzorganisation IUCN als „least concern = nicht gefährdet“ geführt.